# Bukit Tempayan
Bukit Tempayan is een bestuurslaag in het regentschap Batam van de provincie Riouwarchipel, Indonesië. Bukit Tempayan telt 17.193 inwoners (volkstelling 2010).